# 桂雪路
桂 雪路（かつら ゆきじ）は畑健二郎の漫画作品およびそれを原作とするアニメ『ハヤテのごとく!』に登場する架空の人物。アニメでの声優は生天目仁美。

## プロフィール
- 誕生日：11月10日
- 血液型：B型
- 年齢：28歳[1]
- 身長：165cm
- 体重：49kg

## 人物像
グータラで酒が好きで、お金に度を越して弱く、給料の大半が酒に消える、ダメ人間。白皇学院の世界史担当教師。自称「美しき世界史教師桂雪路」。家族構成は義父、義母、実妹・ヒナギク。ミルクティーは砂糖三つで、和菓子的な物と一緒に食べる。昔、ギターをやっていた。借金で部屋を借りられず、キリカのはからいで学校の宿直室に住んでいる。ヒナギクからの借金は、初登場時（第36話）は2万円だったが、マラソン大会(第60話)の時点で3万円、第105話時点では4万円に増えている。なお、雪路に一番お金を貸しているのは白皇の理事長である。

## 経歴
元々雪路は作者の未発表読切の主人公で、作品のコンセプトは「親に借金を押し付けられた可憐な女子高生の借金返済コメディ」である。小学生時代には現在の義父となる先生に気に掛けられており、その時から面倒な子供ではあった様子ではある。なお、以前の苗字は不明。
18歳の時、ヒナギクの6歳の誕生日前に両親が8000万円の借金を残して失踪。住む所も無くなり、公園などで寝泊りする羽目になった。当時、ヒナギクは6歳だったため、ほとんど涙目であった様子である。勝手に出世払いとしてコーヒー豆を強奪するなどし、残されたコーヒーショップで借金を苦心して返済した。その後、現在の義父となる小学生時の教師だった桂家に押し掛けてヒナギクと共に引き取られた。しかし、その後遺症で元々のハチャメチャぶりが輪をかけて酷くなり、しかも超が付くほどの金の亡者と化してしまった。金に絡む数字については忘れたことがなく、ハヤテの宝くじの番号を一瞬見ただけで暗記できるほどである。
コミックスの扉絵や西沢歩の発言から類推すると、アテネがハヤテに贈った指輪の現所有者である可能性や、西沢歩の家庭教師であった可能性がある。また、桂家に養われた理由が、“じゃんけんで勝ったから”である可能性まで存在する。
元々ミュージシャン志望であったが、OLなどを経て現在白皇学院世界史担当教員となっている。今でもミュージシャンを諦めたわけではなく、教師になったのは熱意ではなく、収入などの安定を目論んでの事で、むしろ堕落の結果である。ハヤテの編入試験を妨害したり、その後もことあるごとによく戦い、ヒナギクにはしばしば怒られている。当初はハヤテ達のクラス1年7組の担任だったが、牧村志織の赴任の際に、副担任に降格させられた。その際にどうにか担任に戻ろうと企むが、牧村にハヤテと関係を持っている嫌疑を掛けられた挙句、下がった給料分酒代を奢らせることを企むが逆に奢らされた。ハヤテ達が2年生に進級した時に、再びハヤテのクラスの担任となり（その際、牧村は学年主任に昇格した）、妹のヒナギクも自分のクラスの生徒になった。

## 容姿・性格
妹のヒナギク同様実際にはかなりの美人。瞳がヒナギクと同じ黄色なのも実の姉妹ならではであるが、髪は水色である。学生時代はポニーテールだったが、親の借金を背負った時に長かった髪をバッサリ切った。10代の頃はまさしく美少女で、現在のヒナギクに劣らないほどの人気の持ち主であった。それゆえ当時惚れていた京ノ介には現在の状況は複雑な感覚とのこと。更に妹とは違い、かなりの巨乳。額にはホクロのような瘤がある。しかし余りのメチャクチャな性格ゆえ周囲のほとんどから女性としてまともに意識されていない。その一方でハイキングの際に「女は20代後半になったら人前でダサイ服を着たら法律違反」と言い、ミニスカにハイヒールで挑んだり、スカートでのとび蹴りを拒む一面もある。一時期婚期遅れから恋人不在を悩んだが、冷静に考えたら特に欲しい訳ではなく、それより酒が好きであることを再確認。
朝まで店で飲んで追い出され、なお飲み足りないほどの酒好きで、給料の大半は酒に消えている。そのため、携帯電話は持っていない。ドンペリは憧れ。美希・理沙・ナギに連れられて行った高級レストランでも、最初はオゴリなのに値段に怯んでいたが結局1本30万円のワインを飲んでおり、支払は100万円を超えていた。 
マラソン大会の賞金から差し引かれた500万円超の借金も恐らくは酒代に注ぎ込んでいたと考えられ、身の回りの人間にもことあるごとにたかっている。元々は桂家の離れに住んでいたが、毎晩一人で宴会をしてうるさいのでヒナギクに追い出された（ただし、食事などに戻ってくることもあるようである）。何かと妹を当てにし、いつも金を借りようとして怒鳴られたり、マラソン大会の賞金を借金返済に充てられた事にわがままを言ったり、副担任に降格された時にはヒナギクに泣きべそをかいたりなど、とても姉とは思えないようなズボラな行動が目立つ。また、ヒナギクのことをヒナえもんと呼んだこともある。とにかく金銭への執着は伊達でなく、マラソン大会の優勝賞金額を聞いた途端に参加を申し出たり、執事クエストに強引に絡んで来たほど。自称「エルフ」だがハヤテ曰く「ドワーフ」。この直前まで「轟轟戦隊の一員になってお宝でも探さないと…」と呟いていた。また降格されると減給になるという理由で現在の教師としての地位をできるだけ保とうとする努力が見られる（アニメ第1期第23話では牧村が白皇に来た際いかにも悪人のような顔をしていた）。
前述や対人関係の記述から分かるとおり、大変迷惑な人間であり、ハヤテが不幸に巻き込まれるのも大抵は彼女が原因であるが、ヒナギクが幼い頃のエピソードでは妹思いな一面も見られる。アニメ3期でも目の前の大金よりもヒナギクを助ける事を優先させている。

## 対人関係
ハチャメチャな性格だが、実際にはかなりの有能な教師で、教えるのは得意。夜中に時間外勤務で教えたりしているが、まともに勉強をする気がない生徒会3人娘に頭を悩ませており、最近では面倒臭さからハヤテに押し付けたりもしている。生徒からの人望と信頼は厚いがハヤテ以外の生徒から「先生」と呼ばれる事がほとんどなく、泉は「桂ちゃん」「ユキちゃん」と美希と理沙は「雪路」と呼んでいる。生徒会3人娘と絡む事が多い。ナギを「ナギちゃん」、泉を「いいんちょさん」、美希と理沙を苗字+さんと呼ぶ。 
ほとんどの人は女性として意識していないが、（知人の男性としても）唯一小学校からの付き合いである京ノ介から好意を寄せられている。だが、雪路自身は「あなたみたいな2次元ジゴロには興味ない」と馬鹿にしている他、それ以外にも様々な場面で色々馬鹿にしている。ただ、金の都合上まともに気を許せる人物がほとんどいないので、意識してはいないのだろうが色々付き合わせることもあり、酔った勢いとはいえ京ノ介に「ボルテスキック」（実際には酔っ払いの戯言である）を放ち、彼とサキとのお見合いを妨害したこともある。また、劇場版では相変わらずのはちゃめちゃな行動で彼の愛車を台無しにしたが、偶然拾った宝石を彼に譲るといった一面を見せている。
ハヤテに対しては白皇学院編入試験の時にはイタズラを仕掛け彼を一度は不合格に追い込み、生徒になってからも麻雀でカモにしようと企んだり、彼の（実際は全く当てにできない）資金力を頼って自身は無銭飲食を企んだり、彼が当たった宝くじを横取りしようとするなど、人道的な観点からはモラルが問われるような問題行動を取っている。このため、彼の2年生の学級担任になった時には彼には珍しく露骨にがっかりした態度を取られており、最近ではサラッと「ダメな人」呼ばわりされたり、カユラに「酔いどれ教師」と紹介されたり、PSPを叩き折られるなどかなり酷い扱いを受けている。しかしハヤテが5万円が入っているコートを置いて逃走したとき、そのコートとお金を盗まずに屋敷に返しに行ったり、「どうしたら女性は一緒に住んでくれるか」という彼の相談に的確なアドバイスをするなど常識的な一面もある。
サキと牧村との飲み会の帰りにヤクザに絡まれている足橋を助けて、その日の翌日デートに誘われ参加した。しかし、当の本人は漫画家になって、一攫千金の為の秘訣を聞き出そうとしていた。
ワタルが咲夜から新規事業の為に借りていた1億円の存在を知った時には欲望と良心の間で葛藤し結局は欲望を優先し1億円が奪われた際にはワタル達よりも先に犯人の元へ辿りつき犯人を撃退し1億円を回収するも何とか踏みとどまっている。

## 能力
大人一人を片手で持ち上げ、人を弾き飛ばしながら走ることが出来るほどの戦闘能力を持つ。執事クエストのダンジョンにおいては悪霊に自分の魂を売り渡したことで額にMの文字が浮かび上がり、放電現象を起こして、ヒナギクとソニアを一撃で仕留めている。三千院家のセキュリティも簡単に突破でき、ナギは身体能力について「妹と同スペック」と評している。
また、下田旅行ではマヤのUFOを操縦して理沙から「アホの極み」、ハイキングではハイヒールとミニスカートで山を平然と登って美希から「バカの力」と言われるほどの無茶な行動をしばしば取る。
ハヤテが年上好きであることも見抜くほど洞察力が鋭い。麻雀が得意で、代打ち経験のあるハヤテを苦境に追い込むが、牧村には苦戦している。

## 備考
- 作者は雪路について「出るたびに髪型や服装が大きく変わる魅惑の女教師みたいなデザイン」に出来ないかと考えたが途中で断念したと述べており、額の瘤はその際の目印として付けられたものの名残である[15]。
- 第1回人気投票では15位と特別人気があるわけではないが、PV版の時点で声優が決まっていた数少ない人物の一人となっている。またアニメでも出番が早くなり、原作では第4巻第3話が初登場だが、アニメではヒナギクと同じく第1期第4話から登場している。雪路役の生天目とヒナギク役の伊藤静は同じ賢プロダクション所属もあって、共演する機会が非常に多いことや、ユニット「生天目仁美と伊藤静」を組んでおり、両者の関係は雪路とヒナギクに近いといわれることもある（酒癖の悪さでは作中と逆に伊藤の方が上と言われる）[誰に?]。
- 劇場版公開時に小森秀人監督が主催した人気投票では、1位のヒナギクに次いで2位となり、姉妹で1、2フィニッシュを飾っている。